# Bąkowiec (Mysłaków)
Bąkowiec – kolonia wsi Mysłaków w Polsce położona w województwie łódzkim, w powiecie łowickim, w gminie Nieborów.
W latach 1975–1998 kolonia administracyjnie należała do województwa skierniewickiego.